# Zadrima
La Zadrima è una pianura alluvionale nel nord dell'Albania, compresa fra le odierne prefetture di Alessio e Scutari, lungo il ramo del fiume Drin che sfocia nel mare Adriatico.

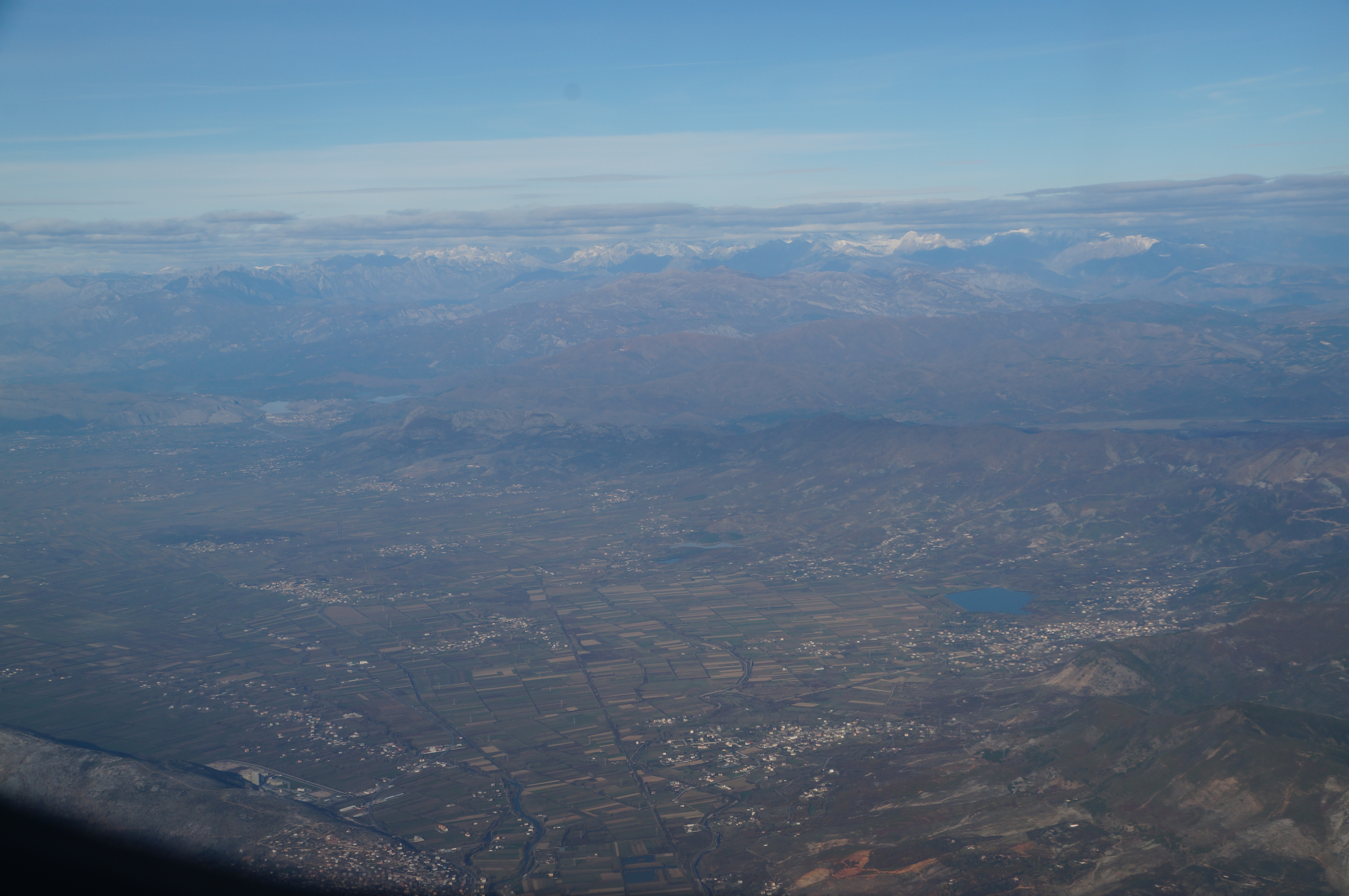
Vista aerea della Zadrima

Comprende una quarantina di villaggi distribuiti su circa 350 chilometri quadrati, con una popolazione di circa 60.000 abitanti, caratterizzati da una forte identità etnografica, tanto che viene considerata una regione storica.
Il nome Zadrima è di origine slava  e significa dietro il Drin.

## Geografia fisica

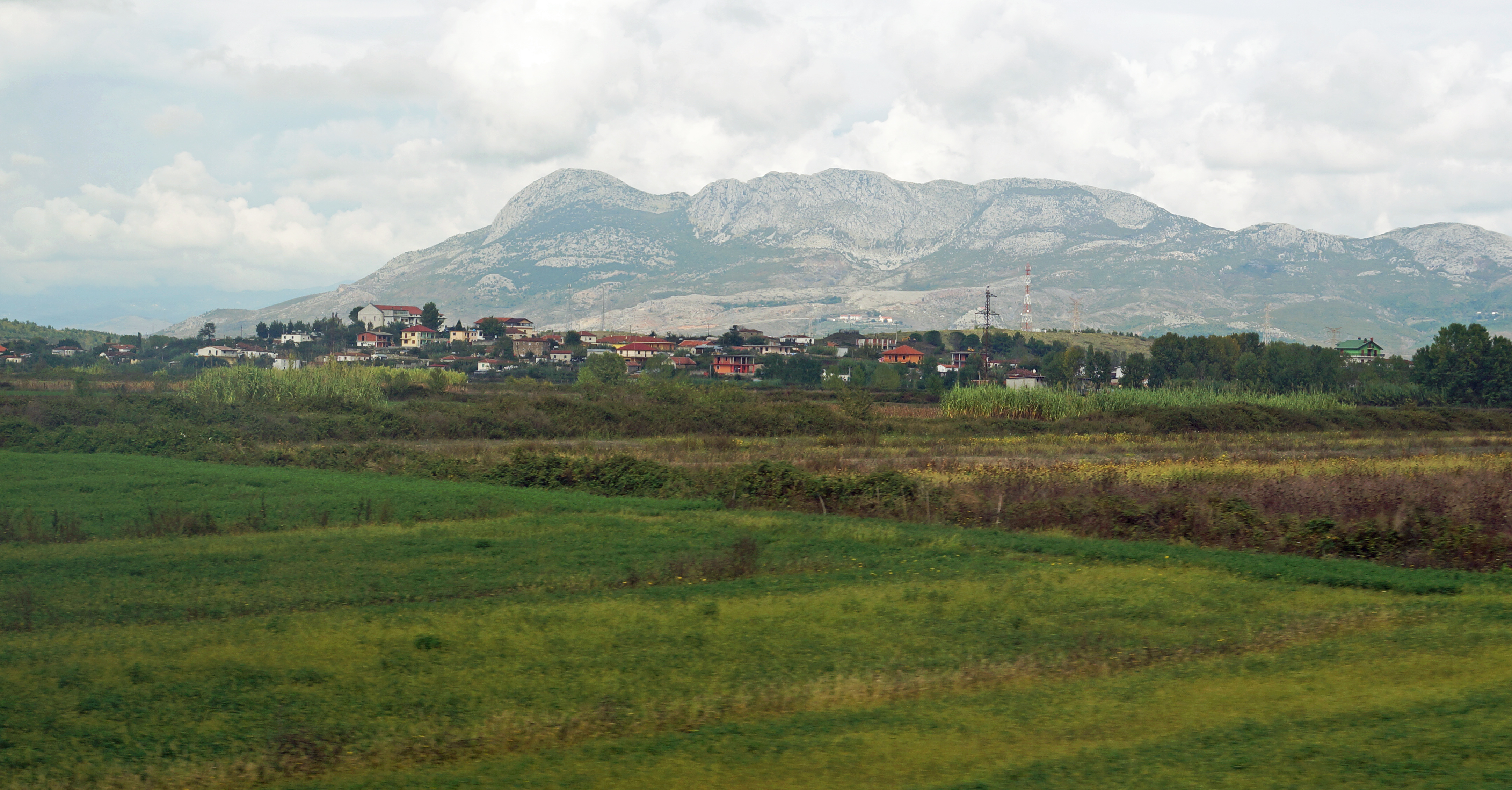
Il territorio di Blinisht e sullo sfondo il monte Mali i Shitës

La piana, che ha una elevazione media di circa 25 m. sul livello del mare, è delimitata a ovest dalla lunga cresta collinare Mali i Kakarriqit ( alt. max. 392 m. ), cui si uniscono a nord le colline di Bushat ( 249 m.) e altre piccole catene collinari. Ad est, le montagne costiere formate dalle pendici dei monti Skanderbeg con Maja e Shitës ( 614 m. ) e Mali i Velës ( 1170 m. ) .  A nord il limite è il corso del fiume Drin , a sud la città di Alessio. La pianura è attraversatata anche dal fiume Gjadër, affluente del Drin.

## Storia
Le prime fonti storiche risalgono al XII e XIII secolo negli scritti della principessa e storica bizantina Anna Comnena che si riferisce alla regione come altamente agricola e luogo di molte battaglie sia durante l'impero romano d'Occidente che quello d'Oriente. Nel 1281 il capostipite della famiglia Dukagjini, dux Gjin Tanushi ( Ducam Ginium Tanuschium Albanensem ),  è registrato come governatore di porzioni di Zadrima, Guri i Zi, Pult, il castello di Sati , e altre terre intorno a Fan. Gran parte di Zadrima e dei territori adiacenti tra le città di Alessio e Fan sarebbero stati di conseguenza ereditati dai Dukagjini, in particolare il ramo discendente da Tanush II Dukagjini.  Oltre ai Dukagjini, anche le famiglie nobili dei Blinishti e degli Zaharia possedevano terre a Zadrima. I Blinishti del XIII e XIV secolo inizialmente detenevano le terre tra Gjadër a ovest e Mali i Shejtit a est, Arst a nord e Ndërfanda a sud, con il loro centro a Blinisht.  Nel XV secolo si narra che Koja Zaharia avesse ricevuto la signoria di Sapa e Dagnum dal papato in seguito alla sua conversione al cattolicesimo romano dall'ortodossia serba nel 1414. Gli Zaharia avrebbero continuato a governare su gran parte di Zadrima durante il medioevo e spesso entrarono in controversie e conflitti sulla terra con i Dukagjini la cui influenza era stata principalmente limitata a Lezha e ai suoi dintorni. Zadrima e Alessio comunque già dalla fine del XIV secolo, ricaddero nella sfera di influenza della Repubblica di Venezia. La Zadrima seguì poi la storia albanese della secolare occupazione ottomana, partecipando attivamente anche ai moti indipendentisti delle rivolte di Scanderbeg, fino all'indipendenza dell'Albania nel 1912.

## Popolazione

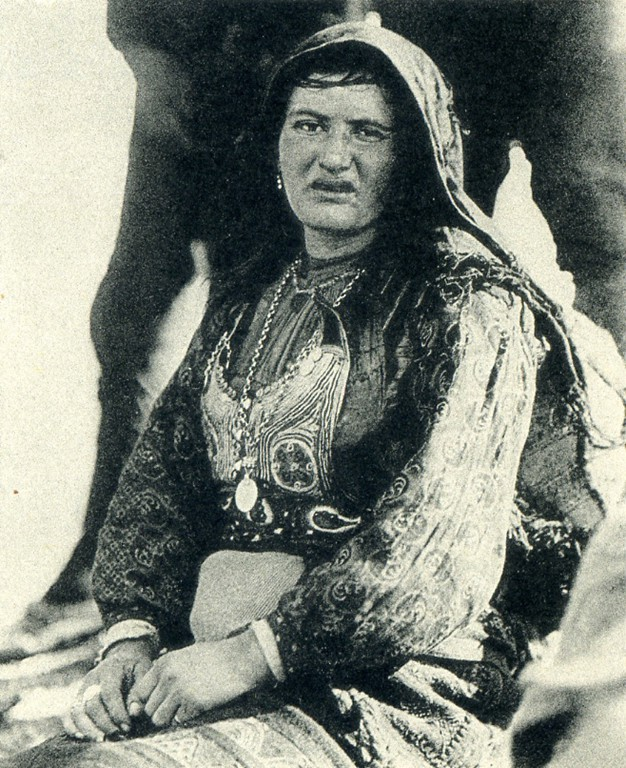
Giovane donna della Zadrima in abito tradizionale (1929)

Pur se oggi radicata in una profonda unitarietà e senso di comunità, la storia demografica di Zadrima è fatta di eterogeneità e diversità per quanto riguarda le origini geografiche. L'antica popolazione della regione, discendente dagli abitanti e dalle comunità medievali della Zadrima,  rappresenta una percentuale trascurabile della odierna popolazione.  L'occupazione ottomana della regione ha provocato lo spopolamento di massa e l'emigrazione dalla Zadrima. Dal XVI e XVII secolo in poi l'area verrà ripopolata da un certo numero di famiglie e comunità provenienti dalla Malësia.  Ad esempio, il quartiere Kallmet, di Alessio i cui antenati arrivarono da Vukël a Kelmend,  così come importante fu l'arrivo della tribù degli Hoti fino ad allora stanziata più a nord. Numerose famiglie di Mirdita e Pukasi si stabilirono nella Zadrima per la loro vicinanza alla regione, che offriva migliori condizioni di vita grazie al suo terreno pianeggiante. Ebbero luogo anche migrazioni da altri territori vicini.
La comunità abitante la piana, presenta una generale comunanza negli usi, nelle tradizioni e nell'abbigliamento tradizionale, tuttora molto partecipati.

### villaggi e insediamenti
I principali villaggi e insediamenti della Zadrima comprendono:
nella prefettura di Scutari:
- Laç
- Kovaç
- Vau i Dejës
- Mjeda
- Shelqet
- Naraç
- Kaç
- Shkjezë
- Pistull
- Paçram
- Kukël
- Plezhë
- Hajmel
- Dheu i Lehtë
- Nënshat

nella prefettura di Alessio
- Krajnë
- Fishtë
- Troshan
- Baqël
- Blinisht
- Kodhel
- Dajç
- Kotërr
- Dragushë
- Mabë
- Gramsh
- Zojs
- Gjadër
- Piraj